# Ćirikovac
Ćirikovac (en serbe cyrillique : Ћириковац) est une localité de Serbie situé sur le territoire de la ville de Požarevac, district de Braničevo. Au recensement de 2011, elle comptait 1 250 habitants.
Ćirikovac est officiellement classé parmi les villages de Serbie.

## Démographie

### Évolution historique de la population
| 1948  | 1953  | 1961  | 1971  | 1981  | 1991  | 2002  | 2011  |
| ----- | ----- | ----- | ----- | ----- | ----- | ----- | ----- |
| 1 558 | 1 620 | 1 766 | 1 715 | 1 744 | 1 645 | 1 407 | 1 250 |

|  |